# Виконавча влада
Викона́вча вла́да — одна з трьох гілок державної влади відповідно до принципу розподілу влади. Розробляє і втілює державну політику, спрямовану на забезпечення виконання законів, та керує сферами суспільного життя. Має можливість самостійно ухвалювати рішення, необхідні для виконання цих завдань, проте є підзвітною законодавчій гілці влади. За дотриманням чинного законодавства, в тому числі і органами виконавчої влади, слідкує судова влада.

## Органи виконавчої влади
Органи виконавчої влади — самостійний вид органів державної влади, які відповідно до конституційного принципу розподілу державної влади мають своїм головним призначенням здійснення функції однієї гілки державної влади — виконавчої. Структури виконавчої влади охоплюють практично всі сфери суспільного життя: економіку, науку, освіту, культуру, охорону здоров'я, соціальну сферу, гарантію безпеки та громадського порядку, організацію оборони та зовнішніх відносин.
Механізм виконавчої влади в різних країнах набуває різних форм. Як правило, це відносно розгалужена система державних органів, що функціонують на центральному та місцевому рівнях і мають як загальну, так і галузеву компетенцію. Основними елементами цієї системи є здебільшого глава держави та уряд, характер взаємодії яких між собою, а також з парламентом визначає особливості форми правління тієї чи іншої країни.
Органи виконавчої влади звичайно поділяються на вищі (уряд), центральні (міністерства, інші відомства) та місцеві (утворювані центральними органами виконавчої влади їхні «представництва» на відповідних територіях (адміністрації, управління, комітети, відділи, департаменти та ін.)

## Функції виконавчої влади
Залежно від специфіки об'єкта управління можна виділити, наприклад, функції управління економікою, функції управління адміністративно-політичним будівництвом, функції управління у сфері охорони громадським порядком та боротьби із злочинністю, функції управління в соціально-культурній сфері.
Залежно від суб'єкта функції класифікуються на:
- основні (галузеві);
- забезпечувальні (функціональні).

Наприклад, основними функціями органів внутрішніх справ є: охорона громадського порядку, боротьба зі злочинністю; розкриття та розслідування злочинів; забезпечення пожежної безпеки. До забезпечувальних функцій належать: кадрова, фінансово-планова, матеріально-технічна тощо.
З основних функцій управління виділяють:
- загально-організаційну (функція управління);
- матеріально-технічного забезпечення;
- економіко-фінансового розвитку;
- обліку і контролю;
- політико-правового забезпечення;
- соціального забезпечення і соціального захисту робітників системи;
- функція мотивації.

Ці функції створюють умови для відтворення зв'язків усередині системи, для забезпечення життєдіяльності її структури.
Головна мета виконавчої влади зумовлена її соціальним призначенням і особливим становищем в системі розподілу влад — якісне виконання завдань і функцій державного управління. Таким чином, функції виконавчої влади визначаються цілями і функціями державного управління, Ю.М. Старілов зазначає, що сутність функцій виконавчої влади виявляється при аналізі її результатів, які досягаються в процесі здійснення цієї влади. 
Цей підхід дає змогу виділити такі основні функції сучасної виконавчої влади:
- виконавча (правозастосувальна) функція, тобто функція виконання законів;
- правозахисна функція;
- соціально-економічна функція, тобто створення умов для розвитку господарського будівництва, соціально-культурного й адміністративно-політичного управління, ще цю функцію можна назвати забезпечувальною, оскільки вона спрямована на забезпечення добробуту населення;
- функція забезпечення законності і дотримання конституційного порядку в державі;
- регулятивна функція, в рамках якої здійснюється: керівництво, контроль, координація, планування, облік, прогнозування в державі;
- нормотворча функція, в рамках якої органи виконавчої влади здійснюють прийняття підзаконних нормативних актів;
- охоронна (юрисдикційна) функція означає, що органи виконавчої влади наділені повноваженнями щодо застосування до юридичних та фізичних осіб державного примусу.

## Ознаки органів виконавчої влади
Органи виконавчої влади здійснюють функції державного управління економічним, соціально-культурним, адміністративно-політичним будівництвом. Кожен з цих органів діє від імені та за дорученням держави, має певний правовий статус, виступає носієм відповідних повноважень юридично-владного характеру, реалізація яких забезпечує йому досягнення мети виконавчо-розпорядчої діяльності. У теорії адміністративного права науковці не дійшли однієї точки зору щодо поняття цих органів.
Виокремлюють наступні ознаки органів виконавчої влади:
- Орган виконавчої влади являє собою організацію — колектив людей — державних службовців. У рамках цього колективу (структурних підрозділів) розподілені повноваження і відповідальність за доручену справу.
- Кожен орган виконавчої влади має офіційне найменування та повноваження використовувати різні атрибути з державною символікою.
- Являє собою різновид державних органів, є найбільш значною частиною державного апарату.
- Створюються державою у встановленому законом порядку спеціально для здійснення її управлінських функцій - функцій державної виконавчої влади, тобто забезпечують фактичну реалізацію влади.
- Цільовим призначенням органів є здійснення виконавчо-розпорядчої (управлінської) діяльності шляхом безпосереднього повсякденного керівництва економікою, соціально-культурним та адміністративно-політичним будівництвом.
- Кожний орган наділений державно-владними повноваженнями, має певний обсяг прав та обов'язків у сфері державного управління, компетенцію.
- Діяльність цих органів має вторинний, підзаконний, виконавчо-розпорядчий характер, бо вони здійснюють свої функції на підставі та на виконання закону. Але, реалізуючи свою компетенцію, виконуючи закони, органи мають повноваження розпоряджатися з конкретних питань та приймати підзаконні нормативні акти.
- Для здійснення своїх завдань і функцій ці органи також наділені правом широкого застосування заходів державного (зокрема, адміністративного) примусу та мають спеціальний апарат примусу.
- Органам державної виконавчої влади властива організаційно-структурна відокремленість та оперативна самостійність дій у певних територіальних межах чи галузях.
- Кожен орган державної виконавчої влади є суб'єктом державної власності, утримується за рахунок Державного бюджету.
- Має статус юридичної особи, є самостійним учасником адміністративно-правових відносин.
- У системі органів державної виконавчої влади наявна ієрархічна підпорядкованість, вони одночасно можуть бути і суб'єктами і об'єктами управління.
- Органи виконавчої влади знаходяться під загальним контролем законодавчої влади.

## Уряд
Виконавча влада реалізується державою через уряд (президента) і його органи на місцях. Уряд (президент) здійснює верховне політичне керівництво і загальне керування справами суспільства. Урядова влада може складати прерогативу однієї особи (у президентських республіках) або колегіального органу. У першому випадку уряд виступає як група найближчих радників глави держави — президента, а повноваження уряду є похідними від повноважень останнього. В другому випадку уряд формується на основі спеціальної процедури за участю парламенту. Він повинен, за загальними правилами, користуватися підтримкою парламентської більшості і мати власні повноваження.
Уряд покликаний забезпечити охорону чинного порядку, захист зовнішніх інтересів держави, здійснення економічних, соціальних та інших функцій у сфері державного керування. Уряд (президент) призначає на вищі військові і цивільні посади, у його веденні знаходиться адміністративний апарат.
Найбільш значимі рішення, що породжують юридичні наслідки і відповідальність за їхнє виконання, уряд видає у виді регламентарних актів. Крім, власне, регламентарної влади, уряд може мати право на видання актів делегованого законодавства. Уряд більшості країн має право законодавчої ініціативи і може робити вирішальний вплив на законодавчий процес.
За проведений курс і здійснювану управлінську діяльність, уряд несе, як правило, солідарну політичну відповідальність. Відмова уряду в довірі виражається в суворій юридичній формі і шляхом спеціальної парламентської процедури. Вотум недовіри призводить до відставки уряду і, за загальним правилом, до його заміни новим. Проте уряд (з метою зрівноважування влади) може, не виходячи у відставку, вдатися до дострокового розпуску парламенту (нижньої палати) і проведенню позачергових загальних виборів.
В усіх країнах передбачається можливість притягнення голови уряду або його члена до судової відповідальності за вчинення злочинних діянь. При цьому обвинувачення подається парламентом або нижньою палатою, а розгляд і рішення справи віднесене до юрисдикції або конституційного суду, або верхньої палати парламенту.
Виконавча влада на місцях здійснюється за допомогою або призначених центром місцевих органів виконавчої влади, або виборних органів місцевого самоврядування. Звичайно, керівництво місцевими справами доручається призначеному представнику центральної влади — губернатору, префекту. Він очолює апарат місцевого керування, що складає частину апарату державного керування. У випадку, коли керування реалізується виборними органами, вони мають визначену самостійність стосовно центральних органів виконавчої влади.
- Виконавча влада в Україні
- Виконавча влада в Японії
- Органи державної влади